# Штейгер, Борис Сергеевич
Бори́с Серге́евич Ште́йгер (11 (23) февраля 1892, Одесса, Херсонская губерния, Российская империя — 25 августа 1937, Москва, РСФСР, СССР) — бывший барон, в 1920-е и 1930-е годы работавший в Москве в качестве уполномоченного Коллегии Наркомпроса РСФСР по внешним сношениям. Основной прототип барона Майгеля в романе «Мастер и Маргарита» Михаила Булгакова. Казнён в годы Большого террора.

## Биография

### Семья
Происходил из старинного швейцарского рода. Отец — барон Сергей Эдуардович Штейгер (1868—1937), земский деятель, предводитель дворянства Каневского уезда, депутат IV Государственной думы (1913). Имел двух сестёр, одна из которых — Алла (в замужестве Головина) была поэтессой, известной в Русском Зарубежье. Брат — Анатолий (1907—1944) — русский поэт эмиграции.

### Ранние годы
Родился в Одессе. Получил прекрасное образование, знал несколько иностранных языков. В дореволюционные годы был кадровым офицером. Во время Гражданской войны был в Белой гвардии.

### Агент ГПУ
После окончания гражданской войны, в 1920-е годы служил уполномоченным Коллегии Народного комиссариата просвещения РСФСР по внешним сношениям, где подчинялся непосредственно Авелю Енукидзе, который помимо прочего, был руководителем Правительственной комиссии по руководству Большим и Художественным театрами. Одновременно был сотрудником Государственного политического управления при НКВД РСФСР, который занимался политическим сыском. Вёл светскую жизнь, был вхож в художественные круги, руководил студией при Большом театре.
По сведениям К. Озолса, латвийского посланника в Москве, «в распоряжении Штейгера находились все балерины, он свободно распоряжался ими»:
[Штейгер] внимательно следил, какая из них нравится тому или иному иностранцу, и, когда было нужно, видя, что иностранец стесняется, откровенно говорил ему «Ну что вы, любая из них может быть в вашем распоряжении». Все знаменитые и незнаменитые балерины, певицы, молодые актрисы часто становились в руках ГПУ «рабынями веселья».Карлис Озолс

### Арест и гибель
Арестован во время Большого террора в ночь с 17 на 18 апреля 1937 года по «делу» наркома связи СССР Генриха Ягоды (по другим данным — по делу Енукидзе). Обвинён в шпионаже «в пользу одного из враждебных империалистических государств». В момент ареста проживал в фешенебельной московской гостинице «Националь». Имя Штейгера было включено в сталинский расстрельный список, датированный 20 августа 1937 года. Приговорён к ликвидации Сталиным, Молотовым, Косиором, Ворошиловым и Кагановичем. 25 августа 1937 года приговор был формально утверждён на заседании Военной коллегии Верховного Суда СССР. Казнён в тот же день. Место захоронения — общая могила № 1 Донского кладбища. Посмертно реабилитирован 19 августа 1991 года Главной военной прокуратурой СССР

## В литературе
23—24 апреля 1935 года по инициативе посла в американском посольстве был устроен Фестиваль весны — торжественный приём, на который были приглашены крупные советские государственные деятели, военачальники и деятели культуры. Невиданная роскошь и изощрённость развлечений (живые звери и птицы, изобилие цветов, сразу два оркестра на разных этажах) произвела сильное впечатление на гостей. В литературоведении существует точка зрения, в соответствии с которой советский писатель Михаил Булгаков после приёма создал новый вариант 23-й главы романа «Мастер и Маргарита», получивший известность под названием «Великий Бал у Сатаны». Бориса Штейгера на этом балу он вывел под именем барона Майгеля. Имя Штейгера несколько раз упоминается вдовой писателя Еленой Сергеевной в её дневниках. В частности, он упоминается в описании приёма у советника американского посольства Уайли и 3 мая 1935 года. Она пишет, что «барон Штейгер – непременная принадлежность таких вечеров, «наше домашнее ГПУ», как зовет его, говорят, жена Бубнова». Александр Сергеевич Бубнов был тогда народным комиссаром просвещения — непосредственным начальником Штейгера, то есть и его жена должна была быть в курсе дел.